# Кадыровский сельсовет
Кадыровский сельсовет  — муниципальное образование в Илишевском районе Башкортостана.

## История
Согласно «Закону о границах, статусе и административных центрах муниципальных образований в Республике Башкортостан» имеет статус сельского поселения.

## Население
| 2002  | 2009  | 2010  | 2012  | 2013  | 2014  | 2015  |
| ----- | ----- | ----- | ----- | ----- | ----- | ----- |
| 1091  | ↗1145 | ↗1147 | ↘1131 | ↘1107 | ↘1064 | ↘1046 |
| 2016  | 2017  | 2018  |       |       |       |       |
| ↘1024 | ↘982  | ↗997  |       |       |       |       |

## Состав сельского поселения
| № | Населённый пункт | Тип населённого пункта       | Население |
| - | ---------------- | ---------------------------- | --------- |
| 1 | Кадырово         | село, административный центр | ↘754      |
| 2 | Сынгряново       | деревня                      | ↘388      |
| 3 | Кызыл-Куч        | деревня                      | →5        |
| 4 | Яна-Турмуш       | деревня                      | →0        |